# Furla
Furla (українською вимовляється Фурла) — італійська компанія, виробляє сумки, гаманці, ремені, рукавиці, окуляри, взуття, годинники. Furla — це сімейний бізнес, три покоління італійського сімейства Furlanetto (Фурланетто) працювали над створенням стилю Furla, який на сьогоднішній день став класикою. Штаб-квартира розташована в італійській провінції Болонья, в розкішному особняку XVIII століття.

## Історія
Історія компанії Furla почалась в 1927 році. Італієць Алдо Фурланетто (Aldo Furlanetto) подорожував по Європі, торгуючи жіночими дрібничками і невеликими шкіряними виробами. Алдо усвідомлював, що жінкам потрібні нові вишукані аксесуари, він мріяв створювати шкіряні вироби для витончених жінок.
У 1955 році Фурланетто відкрив в італійській провінції Болонія перший магазин шкіряних аксесуарів під маркою Furla.
У 1977 році діти Фурланетто — Джованна, Карло і Паоло — створили першу колекцію шкіряних сумок. Успіх колекції був миттєвим.
У 1990-ті роки третє покоління родини Фурланетто: діти Карло — Мікеле, Марко і Філіппо — і син Джованни — Джузеппе продовжили розвиток марки Furla.
У 2001 році компанія починає під маркою Furla виробляти взуття.
У 2002 році компанія підписала ліцензійну угоду з «De Rigo» (De Rigo входить у трійку найбільших світових виробників окулярів) на випуск сонцезахисних окулярів під маркою Furla. У 2006 році було підписано ще одну ліцензійну угоду з Citizen на виробництво механізмів для годинників Furla.

## Цікаві факти
Голова модного будинку Furla Giovanna Furlanetto домоглася успіху в підтримці популярності марки в XXI столітті і в збільшенні продажів по всьому світу. Але на цьому її досягнення не закінчуються: Giovanna створила ексклюзивну лінію сумок Giovanna Furlanetto for Furla.
Furla стала першою, хто наважились на експеримент — зробити головними героїнями рекламної кампанії Furla своїх співробітниць. «Жіночий образ компанії», — саме так називався міні-проєкт, всі, хто жінки, які працюють в Furla позували як справжні моделі.
Furla створила проєкт Talent Hub. Furla Talent Hub — це програма пошуку молодих творців. В рамках програми Talent Hub талановиті дизайнер створюють колекція для Furla.
На сьогоднішній день компанія Furla володіє ексклюзивною мережею фірмових магазинів. Москва, Мілан, Париж, Лондон, Нью-Йорк